# Bela Palanka
Bela Palanka (cyr. Бела Паланка) – miasto w Serbii, w okręgu pirockim, siedziba gminy Bela Palanka. Leży nad Niszawą. W 2011 roku liczyło 8143 mieszkańców.

## Historia
Za czasów Imperium rzymskiego przebiegał tędy szlak Via Militaris z Singidunum (obecnie w Belgradzie) do Konstantynopola;  miejscowość nosiła wtedy nazwę Romatiana (Remesiana).

## Gospodarka
W miejscowości znajduje się przemysł spożywczy oraz włókienniczy.

## Zabytki
- Wykopaliska z czasów Imperium rzymskiego

## Kultura
- Muzeum Etnograficzne